# Khải tượng

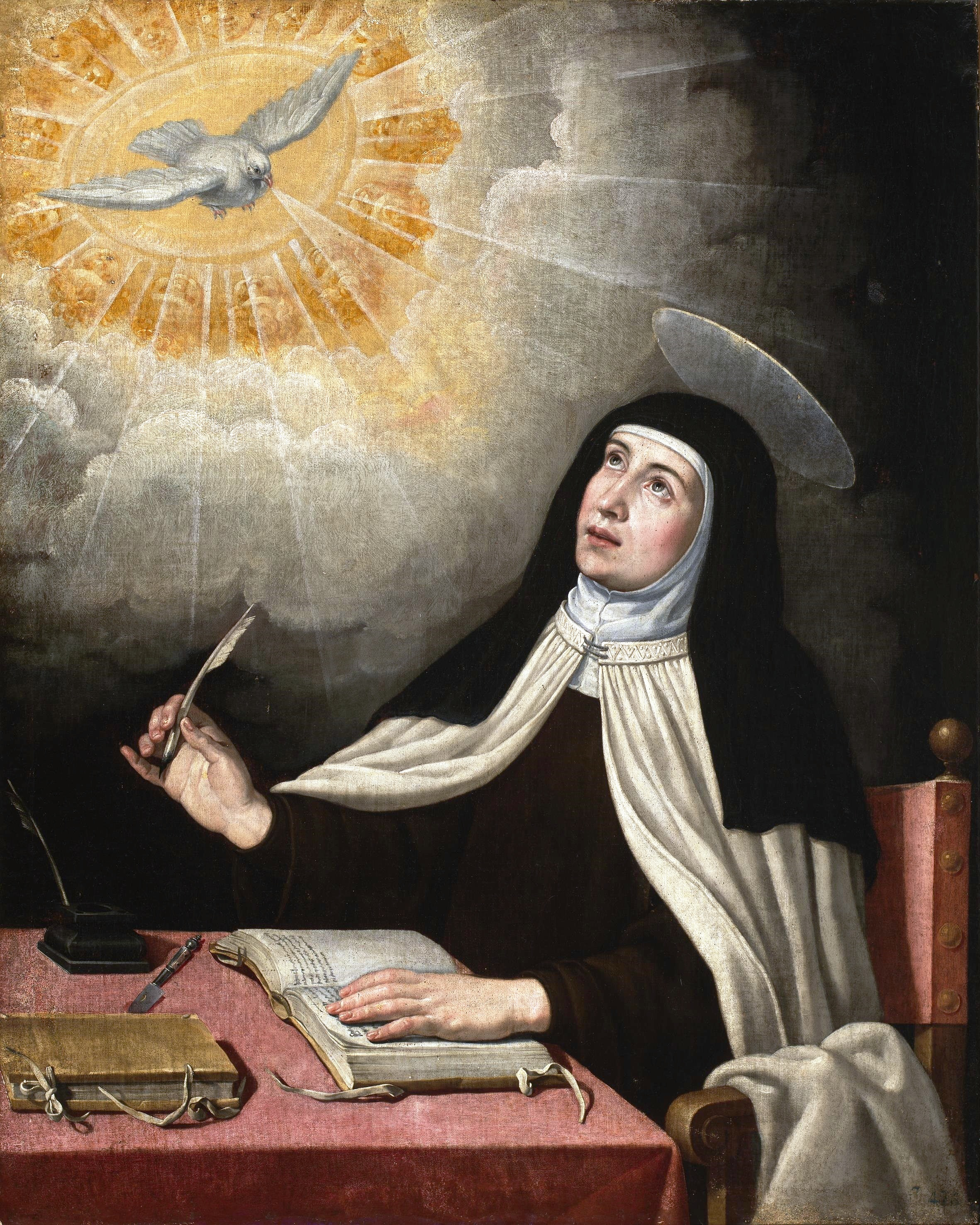
Thánh nữ Công giáo Têrêsa thành Ávila đang khải tượng sự hiện thấy Đức Thánh linh dưới hình hài con bồ câu trắng và đang biên chép lại

Khải tượng (Vision) hay sự hiện thấy (tiếng Do Thái: Châzôwn; tiếng Hy Lạp: őραμα, Horama) là điều gì đó được nhìn thấy trong giấc mơ, chiêm bao, mộng mị, khi có hiện tượng xuất thần, xuất hồn hoặc lên đồng đặc biệt là vẻ ngoài siêu nhiên thường truyền tải một sứ điệp mặc khải. Những khải tượng thường rõ ràng hơn giấc mơ, nhưng theo truyền thống thì ít hàm ý tâm lý hơn. Những hình ảnh được cho là xuất phát từ truyền thống tâm linh và có thể cung cấp một lăng kính nhìn vào bản chất và thực tế của con người. Những lời tiên tri hay Dự ngôn thường gắn liền với những khải tượng.

## Phân loại
Theo Công giáo thì khải tượng hay sự hiện thấy có nghĩa là sự nhìn thấy và nghe thấy những điều Chúa bày tỏ (Mặc khải) cho con người khi người đó đang trong tình trạng tỉnh thức. Evelyn Underhill phân biệt và phân loại ba loại khải tượng:
- Trí tuệ huyền cơ: Công giáo định nghĩa đây là kiến thức siêu nhiên trong đó tâm trí nhận được sự nắm bắt phi thường về một số sự thật được tiết lộ mà không cần sự trợ giúp và các nhà thần bí mô tả chúng là trực giác để lại ấn tượng sâu sắc[3]
- Tưởng tượng: Thánh nữ Công giáo Têrêsa thành Ávila cắt nghĩa là một khải tượng mà không có gì được nhìn thấy hoặc nghe thấy bằng các giác quan nhìn hoặc nghe, nhưng lại nhận được ấn tượng tương tự điều đó sẽ được các giác quan tạo ra dựa trên trí tưởng tượng nếu chúng cảm nhận được một đối tượng thực tế nào đó[4]. Niels Christian Hvidt gọi chúng là những hình ảnh được nhận biết thông qua các cơ chế của tâm lý con người, được tạo thành từ những thứ mà linh hồn có được khi tiếp xúc với thực tế[5].
- Vật chất: Một biểu hiện siêu nhiên của một vật thể trước con mắt của cơ thể. Nó có thể diễn ra theo hai cách hoặc là một hình ảnh thực sự hiện diện đập vào võng mạc và ở đó quyết định hiện tượng vật lý của thị giác, hoặc một tác nhân vượt trội hơn con người trực tiếp điều chỉnh cơ quan thị giác và tạo ra trong hỗn hợp một cảm giác tương đương với cảm giác mà bên ngoài đối tượng sẽ sản sinh[6]. Underhill gọi loại khải tượng này là "không khác gì sự thể hiện ra bên ngoài một cách không kiểm soát được của những ký ức, suy nghĩ hoặc trực giác hướng nội"[7].

## Mặc Môn giáo

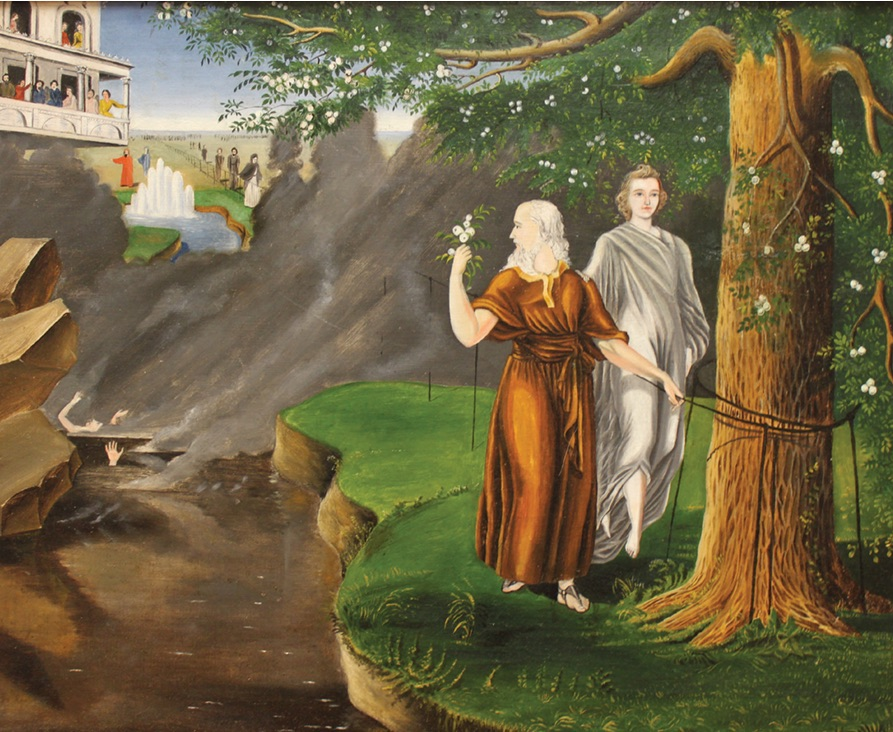
Khải thị của Lê Hi (ông lão tóc bạc áo nâu) về Cây sự sống

Trong Mặc Môn giáo ở Sách Mặc Môn bắt đầu với một vị tiên tri Lê Hi. Một lần khi đang cầu nguyện thì Lê Hi trông thấy trong khải tượng một cột lửa và được đọc sách tiên tri, tiên báo sự hiện đến của Đấng Mê Si và tiên tri về sự hủy diệt Giê Ru Sa Lem. Và trong khi tâm thần chan hòa Thánh Linh như vậy, ông được đưa vào trong một khải tượng đến độ trông thấy được các tầng trời mở ra, và ông nghĩ là ông đã thấy được Thượng Đế đang ngự trên ngai vàng và nhóm thiên thần bao quanh và đang trong trạng thái ca hát và suy tôn Thượng Đế, ông trông thấy có một vị bước xuống khỏi giữa tầng trời, và ông nhận thấy vầng hào quang của vị đó chói sáng hơn cả ánh sáng mặt trời vào lúc giữa trưa. Và ông còn trông thấy có mười hai vị khác đi theo, và hào quang của các vị này cũng chói sáng hơn cả ánh sáng của các vì sao trên vòm trời. Và tất cả các vị ấy đi xuống và tiến tới mặt đất, và vị đi đầu tiên đến đứng trước mặt ông Lê Hi trao cho ông một cuốn sách và bảo ông hãy đọc, khi ông đọc sách ấy, ông được đầy dẫy Thánh Linh của Chúa.
Sau này, Lê Hi cho biết ông đã mục kích một khải tượng, trong giấc mộng chiêm bao, ông trông thấy một vùng hoang dã âm u tiêu điều trong bóng tối mịt mù, một cánh đồng bát ngát bao la, thấy một cây có trái hấp dẫn làm người ta cảm thấy vui sướng, ông liền bước đến hái một trái ăn, trái cây ấy có một hương vị ngọt ngào hơn hết tất cả những trái cây khác mà đã từng nếm, trái ấy có một màu trắng toát, trắng hơn hết tất cả những màu trắng đã được trông thấy từ trước tới giờ. Khi ăn trái cây ấy, nó làm cho tâm hồn chan hòa một niềm hân hoan cực độ. Những khải tượng trên được giải thích là xem dòng suối có nước dơ bẩn, ngay cả con sông đã nói tới thì đáy sâu của dòng sông đó tức là đáy sâu của ngục giới, đám sương mù tối đen là những cám dỗ của quỷ dữ, làm mù quáng và khiến lòng dạ con cái loài người chai đá, cùng dẫn dắt họ đi vào những con đường rộng, để họ phải bị diệt vong và lạc lối, tòa nhà rộng lớn vĩ đại trông thấy là những ảo ảnh hão huyền và lòng kiêu căng của con cái loài người, và vực thẳm vĩ đại kinh hồn chia cách họ, cây sắt tức là tiếng nói công lý của Thượng Đế Vĩnh Cửu và Đấng Mê Si là Chiên Con của Thượng Đế, Đức Thánh Linh.